# Sant Ponç de la Verneda
Sant Ponç de la Verneda és una església de Sant Sadurní d'Osormort (Osona) protegida com a bé cultural d'interès local.

## Descripció
Capella d'una nau única amb la façana orientada a llevant. No té cap absis i a la part de migdia hi ha una capelleta lateral. La façana té un portal adovellat amb un òcul al damunt i un petit campanar d'espadanya. Al davant de la capella hi ha un pedronet que devia ubicar una antiga creu de terme. Els murs laterals de la part de la capçalera s'hi obren petites finestres. La capella està arrebossada i els elements de ressalt (òcul, campanar i carreus de l'angle) són de pedra de color grisenc.

## Història
Antiga església documentada al 1050 la qual fou reformada al segle xvii i XVIII. Fou sufragània de Sant Julià de Vilatorta i al segle xix ve perdre aquest caràcter, malgrat dependre d'aquella parròquia. Durant la darrera guerra civil fou profanada i des d'aleshores s'hi ha perdut el culte. Fins llavors s'hi celebra anualment el tradicional aplec de Sant Ponç l'11 de maig.